# Шипшина непахуча
Шипшина непахуча (Rosa inodora) — вид рослин з родини розових (Rosaceae); поширений у Європі від Іспанії до України та Скандинавії.

## Опис
Кущ до 3 м заввишки, шипи вигнуті, квітучі пагони залозисті. Горішки широко яйцеподібні або еліпсоїдні, двоопуклі, волосисті, 4.5–5.5 x 3–3.6 мм. Поверхня гладка або тонко горбиста, світло-жовтого до коричневого кольору. 2n = 35.

## Поширення
Поширений у Європі від Іспанії до України та Скандинавії.